# Франхті
Франхті (грец. Σπήλαιον Φράγχθη) — печера у Греції (східний Пелопоннес), де знайдені одні з найдревніших слідів перебування людини в цьому регіоні (7600 р. до н. е.).
Печера була населена не менше ніж 20 тис. років тому, в епоху палеоліту, а потім мезоліту і неоліту (така тривала послідовність майже унікальна — як аналоги можна навести культуру Бельбаши в Туреччині або Коніспольські печери в Албанії). Люди пішли бл. 3000 р. до н. е. Франхті — одно з небагатьох місць у світі, де люди безперервно жили упродовж такого тривалого періоду. З цієї причини Франхті є унікальним джерелом по доісторичній хронології Греції.
Основним зайняттям мешканців Франхті було рибальство. У печері знайдено кістки риб, що мешкають далеко від берега, що вказує на наявність навичок мореплавства і зближує жителів Франхті з культурою Імпрессо. Крім того, у печері є сліди кераміки (посудини для зберігання зерна). Спочатку люди збирали урожай мигдаля, фісташок і бобових, а після 10500 р. до н. е. також овес і ячмінь. Після 7300 р. до н. е. у дієті з'явилася також дика груша. Ці рослини в цьому регіоні не ростуть, деякі з них безперечно мають походження з Малої Азії. Припускається, що мешканці печери розводили бобові і горіхи раніше, ніж почали обробляти зернові. Тим самим Франхті — житло прадавніх землеробів Європи.
Кам'яні знаряддя праці і зброю виготовляли з обсидіану, який видобували на острові Мілос в Егейському морі, понад за 100 км від берега, що так само, як і характер улову, свідчить про навички навігації у відкритому морі. Датування обсидіану показало, що мілоський обсидіан потрапив до Франхті близько 15 тисяч років тому. Культурну пшеницю і домашніх тварин почали розводити бл. 6000 р. до н. е.

## Зовнішні посилання
- Farrand, William R. 1999. Depositional History of Franchthi Cave, Fascicle 12 : Sediments, stratigraphy, and chronology. Bloomington, Indiana: Indiana University Press.
- Archeological history of Franchthi Cave
- Deities, Dolls, and Devices Neolithic Figurines from Franchthi Cave, Greece